# Myrmoteras toro
Myrmoteras toro — вид муравьёв (Formicidae) из подсемейства Формицины.

## Распространение
Юго-восточная Азия: Сулавеси (Central Sulavesi: Лоре-Линду at Toro, 82 км к югу от Палу; Индонезия). 

## Описание
Длина рабочих муравьёв составляет 5,2—5,6 мм, длина маток — 5,5 мм. Большинство рабочих — темновато-красные; мандибулы и ноги — оранжево-жёлтые. Длина головы — 0,97—1,03 мм (ширина 0,97—1,05). Мандибулы имеют длину 1,48—1,58 мм с 11—13 зубцами. Проподеум округлый. Формула щупиков 6,4. Обитатели подстилочного слоя дождевого тропического леса. 